# Большая Серва
Большая Серва — деревня в Кудымкарском районе Пермского края. Входила в состав Степановского сельского поселения. Располагается на реке Серва северо-восточнее от города Кудымкара. Расстояние до районного центра составляет 4 км. По данным Всероссийской переписи населения 2010 года, в деревне проживало 289 человек (141 мужчина и 148 женщин).

## История
По данным на 1 июля 1963 года, в деревне проживало 522 человека. Населённый пункт входил в состав Сервинского сельсовета.